# Хотулёв, Данила Дмитриевич
Дани́ла Дми́триевич Хотулёв (род. 1 октября 2002, Оренбург) — российский футболист, защитник клуба «Оренбург».

## Клубная карьера

### Ранние годы
Дед Анатолий переехал из Московской области, один из первых строителей ВАЗа. Отец Дмитрий играл в низших лигах СССР и России, бо́льшую часть карьеры провёл в «Торпедо»/«Ладе» Тольятти (1989—1993) и «Газовике» Оренбург (1998—2001). С 2003 года — тренер в СДЮШОР «Лада», затем — в Академии имени Коноплёва.
Данила Хотулёв родился в Оренбурге, в возрасте четырёх лет с семьёй переехал в Тольятти. Младший брат занимается футболом, младшая сестра — художественной гимнастикой. В пять лет начал заниматься в Академии имени Коноплёва у тренера Геннадия Танких. Играл на позиции левого защитника, затем перешёл в центр. Летом 2017 года перешёл в Академию ФК «Зенит» Санкт-Петербург.

### «Зенит»
1 марта 2019 года в гостевом матче против «Урала» (3:0) дебютировал в молодёжном первенстве России, выйдя на 81-й минуте.Провёл пять матчей в Юношеской лиге УЕФА 2019/20. 9 августа 2020 года в домашнем матче против «Смоленска» (1:1) дебютировал в первенстве ПФЛ за «Зенит-2», выйдя на 53-й минуте. 13 марта 2021 года сыграл первую игру в Премьер-лиге, в домашнем матче против «Ахмата» (4:0), заменив на 82-й минуте Ярослава Ракицкого.

### «Оренбург»
10 февраля 2022 года на правах аренды перешёл в «Оренбург» до конца сезона 2022/23 с правом последующего выкупа. Дебютировал за клуб 10 апреля 2022 года в матче 31-го тура ФНЛ против «Кубани» (1:3), выйдя в стартовом составе и проведя на поле весь матч.Первый мяч за «Оренбург» забил 30 апреля 2022 года в матче против «Текстильщика» (5:2), отличившись на 64-й минуте встречи.По итогу сезона 2021/22 «Оренбург» победил в стыковых матчах «Уфу» и вышел в РПЛ. 9 января 2023 года «Оренбург» выкупил футболиста у «Зенита» и подписал с игроком контракт на 3,5 года.Свой первый мяч в чемпионате России  забил 10 декабря 2023 года в матче 18-го тура против «Сочи» (1:1), отличившись на 90+4-й минуте с передачи Лукаса Веры.

## Карьера в сборной
В 2017—2018 годах играл за юношескую сборную России под руководством Дмитрия Хомухи.

## Достижения
«Зенит»
- Чемпион России: 2020/21

«Оренбург»
- Бронзовый призёр ФНЛ: 2021/22

## Клубная статистика
| Выступление      | Выступление      | Выступление      | Лига | Лига | Кубки | Кубки | Прочие | Прочие | Итого | Итого |
| Клуб             | Лига             | Сезон            | Игры | Голы | Игры  | Голы  | Игры   | Голы   | Игры  | Голы  |
| ---------------- | ---------------- | ---------------- | ---- | ---- | ----- | ----- | ------ | ------ | ----- | ----- |
| Зенит (СПб)      | Премьер-лига     | 2020/21          | 4    | 0    | 0     | 0     | —      | —      | 4     | 0     |
| Зенит (СПб)      | Премьер-лига     | 2021/22          | 1    | 0    | —     | —     | —      | —      | 1     | 0     |
| Зенит (СПб)      | Итого            | Итого            | 5    | 0    | 0     | 0     | —      | —      | 5     | 0     |
| → Зенит-2        | ФНЛ-2            | 2020/21          | 13   | 0    | —     | —     | —      | —      | 13    | 0     |
| → Зенит-2        | ФНЛ-2            | 2021/22          | 7    | 0    | —     | —     | —      | —      | 7     | 0     |
| → Зенит-2        | Итого            | Итого            | 20   | 0    | —     | —     | —      | —      | 20    | 0     |
| Оренбург         | ФНЛ              | → 2021/22        | 6    | 1    | —     | —     | 2      | 0      | 8     | 1     |
| Оренбург         | Премьер-лига     | 2022/23          | 14   | 0    | 2     | 0     | —      | —      | 16    | 0     |
| Оренбург         | Премьер-лига     | 2023/24          | 14   | 2    | 7     | 0     | —      | —      | 21    | 2     |
| Оренбург         | Премьер-лига     | 2024/25          | 4    | 0    | 4     | 0     | —      | —      | 8     | 0     |
| Оренбург         | Итого            | Итого            | 38   | 3    | 13    | 0     | 2      | 0      | 53    | 3     |
| Всего за карьеру | Всего за карьеру | Всего за карьеру | 63   | 3    | 13    | 0     | 2      | 0      | 78    | 3     |